# ألبرت مارش
ألبرت مارش (بالإنجليزية: Albert Marsh)‏ هو عسكري أمريكي، ولد في 15 فبراير 1831 في مقاطعة كاتاروغوس في الولايات المتحدة، وتوفي في 17 فبراير 1895.